# Jabłonówka (gmina Mejszagoła)
Jabłonówka (lit. Obelinė) – kolonia na Litwie, w okręgu wileńskim, w rejonie wileńskim, w gminie Mejszagoła.

## Historia
W dwudziestoleciu międzywojennym zaścianek leżący w Polsce, w województwie wileńskim, w powiecie wileńsko-trockim, w gminie Mejszagoła. W 1931 miejscowość liczyła 18 mieszkańców, zamieszkałych w 2 budynkach.
Po II wojnie światowej w granicach Związku Sowieckiego. Od 1991 na niepodległej Litwie.